# San Potito Sannitico
San Potito Sannitico ist eine italienische Gemeinde (comune) mit 1950 Einwohnern (Stand 31. Dezember 2023) in der Provinz Caserta in Kampanien. Sie ist Bestandteil der Comunità Montana del Matese. Die Gemeinde liegt etwa 39 Kilometer nordnordöstlich von Caserta und grenzt unmittelbar an die Provinz Benevento.

## Geschichte
Zahlreiche archäologische Funde belegen eine frühe Besiedlung. In der kleinen Ortschaft Torelle befand sich eine antike Villa rustica. 1688 wurde die Gemeinde durch ein Erdbeben schwer beschädigt und die Kirche in Mitleidenschaft gezogen.